# Gian Giacomo Cavalli
Gian Giacomo Cavalli (Genova, 1590 – Genova, 1657) è stato un poeta italiano.
Ha condotto l'espressione della poesia in lingua genovese a livelli rimasti insuperati; la sua opera principale è Ra Çittara Zeneize (1630) ("La cetra genovese").

## Biografia
Il tema maggiormente sviluppato dal Cavalli è quello dell'amore non corrisposto, denominatore comune di tutte le classi sociali: l'amante non corrisposto, sia un aristocratico, un rozzo uomo di mare, o persino una bestiola, è costretto a soffrire le pene dell'amore. Il dolore diventa la condizione naturale di tutti gli uomini, cui la morte, ossia l'annullamento totale, non dà sollievo, come conseguenza di una vita peccaminosa. Questa visione senza speranza è coerente col pensiero cattolico successivo alla Controriforma.
Il Cavalli ha scritto encomi per i dogi Giorgio Centurione e Leonardo Della Torre, e non trascurò neppure l'impegno patriottico come mostra nella Canzone di guerra del 1625.